# Экспресс-АМУ1
Экспресс-АМУ1 (также EUTELSAT 36C) — телекоммуникационный геостационарный спутник, построенный компанией Airbus Defence and Space по заказу ФГУП «Космическая связь» на базе платформы Eurostar 3000. Запуск состоялся 25 декабря 2015 года. Ввод аппарата в коммерческую эксплуатацию успешно состоялся 10 февраля 2016 года.
Компания Eutelsat арендует емкость на спутнике Экспресс-АМУ1 и осуществляет её продажу под коммерческим  наименованием EUTELSAT 36C. Планируется не только переключить на этот спутник существующих заказчиков аппарата Eutelsat 36A, но и привлечь новых.

## Полезная нагрузка и срок эксплуатации
На спутнике установлено 70 транспондеров: 52 Ku-диапазона шириной ~36 Мгц каждый и 18 Ka-диапазона общей пропускной способностью 12 Гбит/с. Зона покрытия включает в себя европейскую часть России, а также районы Африки южнее Сахары. Срок активного существования аппарата составляет 15 лет.

## Запуск
Запуск космического аппарата был запланирован на 24 декабря 2015 года 00:30:50 МСК с площадки Пл. 200/39 космодрома Байконур, однако из-за неблагоприятных погодных условий на космодроме Байконур запуск был перенесен на резервную дату 25 декабря 2015 года в 00:31 МСК. Перенос был связан с ветром, сила которого превысила допустимый порог. Запуск РН «Протон-М» состоялся 25 декабря 2015 года 00:31 МСК и в 9:43 МСК спутник штатно отделился от разгонного блока «Бриз-М» на целевой орбите и был принят на управление заказчиком запуска — ФГУП «Космическая связь»

## Ввод в эксплуатацию
10 февраля 2016 года со спутника Eutelsat 36A на спутник Eutelsat 36C было успешно переведено вещание российских спутниковых операторов «Триколор ТВ» и «НТВ Плюс».